# ماك بارهام
ماك بارهام (بالإنجليزية: Mack Barham)‏ هو محامي وقاضي أمريكي، ولد في 18 يونيو 1924 في باستروب في الولايات المتحدة، وتوفي في 27 نوفمبر 2006 في كوفينغتون في الولايات المتحدة.